# Cleisostoma capricorne
Cleisostoma capricorne är en orkidéart som först beskrevs av Henry Nicholas Ridley, och fick sitt nu gällande namn av Leslie Andrew Garay. Cleisostoma capricorne ingår i släktet Cleisostoma och familjen orkidéer. Inga underarter finns listade i Catalogue of Life.